# Серо Навија
Серо Навија (шп. Cerro Navia) је општина у Чилеу. По подацима са пописа из 2002. године број становника у месту је био 148.312.

## Демографија
| 2002.   |
| ------- |
| 148,312 |